# Valda Aveling
Valda Rose Aveling (* 16. Mai 1920 in Sydney; † 21. November 2007) war eine australische Cembalistin und Pianistin.
Aveling besuchte das New South Wales Conservatorium of Music in Sydney. 1935 ging sie nach London, wo sie Schülerin der Cembalistin Violet Gordon Woodhouse wurde. 1938 kehrte sie nach Australien zurück und debütierte unter der Leitung von Malcolm Sargent in der Town Hall von Sydney. Bei einem Konzert in Manila spielte sie Tschaikowskis Erstes, Rachmaninows Zweites und Beethovens Fünftes Klavierkonzert. In der Zeit des Zweiten Weltkrieges war sie regelmäßig an Myra Hess’ lunchtime concerts in der Londoner National Gallery in London beteiligt.
Nach dem Krieg unternahm Aveling ausgedehnte Konzertreisen und trat u. a. mit dem City of Birmingham Orchestra unter George Weldon und dem Hallé-Orchester unter John Barbirolli auf. 1947 spielte sie in Australien Manuel de Fallas Nächte in spanischen Gärten unter der Leitung von Rafael Kubelík.
Seit den frühen 1950er Jahren lebte Aveling in London. Sie trat bei Festivals in England (u. a. den Proms) auf und gab Konzerte Europa, Nordamerika und dem Nahen Osten. Sie nahm Kompositionen von Thomas Morley auf und spielte eine Gesamtaufnahme der Werke von Domenico Scarlatti (1976 bei EMI) ein. Weitere Aufnahmen entstanden mit der Sängerin Joan Sutherland und dem Dirigenten Richard Bonynge sowie mit der Oboistin Evelyn Barbirolli. Mit George Malcolm und Simon Preston, Eileen Joyce und Geoffrey Parsons spielte sie, teils unter Leitung von Yehudi Menuhin, Bachs Konzerte für zwei, drei und vier Cembali ein.
Sie nahm auch Musik mit Luciano Pavarotti, Kiri Te Kanawa und Renata Tebaldi auf und spielte Continuo bei der Aufnahme der Brandenburgischen Konzerte unter Adrian Boult und der Schoenbergschen Bearbeitung eines Cembalokonzertes von Matthias Georg Monn mit Jacqueline du Pré. Auch zeitgenössische Komponisten wie Arnold Cooke, Gordon Jacobs, Stephen Dodgson und Elizabeth Maconchy schrieben Werke für sie. Von 1955 bis 1982 unterrichtete Aveling am Trinity College of Music; einer ihrer Schüler war der Komponist Carey Blyton, ein Neffe der Schriftstellerin Enid Blyton. 1982 wurde sie mit dem Order of the British Empire ausgezeichnet.